# C/1994 T1 Machholz
C/1994 T1 (Machholz) è una cometa non periodica scoperta l'8 ottobre 1994 dall'astrofilo statunitense Donald Edward Machholz. La cometa ha una MOID molto piccola con il pianeta Urano.